# Sericolea chrysotricha
Sericolea chrysotricha är en tvåhjärtbladig växtart som beskrevs av Schlechter. Sericolea chrysotricha ingår i släktet Sericolea och familjen Elaeocarpaceae. Inga underarter finns listade i Catalogue of Life.